# 歸途
《歸．途》是台灣公共電視《公視人生劇展》的作品之一，2011年1月23日台灣時間22時整首播。

## 劇情大要
阿勝當年因為殺了人，
在牢裡蹲了整整二十年，
二十年過去，
他已經不知道該怎麼面對出獄的生活和他的老父…
出獄當天，老大龍哥幫他接風洗塵，
只是他怎麼也沒想到，老大幾杯黃湯下肚，
竟然出手毒打他自己的小孩！
阿勝毅然帶著小孩離開，
他原本打算等老大酒醒，
再將孩子交還給他。
但當阿勝帶著小孩到醫院擦藥，
卻發現這小孩不只受虐…
這一老一小都有家歸不得，
可是人終究要回家，
即使那個家再怎麼殘破，再如何冷洌…

## 主要演員
- 吳朋奉 飾 阿勝
- 黃健瑋 飾 阿狗
- 喜翔 飾 龍哥
- 許時豪 飾 阿六
- 丁強 飾 阿勝父親
- 李芸妘 飾 小君
- 姚坤君 飾 風塵女子
- 施名帥 飾 少年阿勝

## 劇組人員
- 監製：張朝晟
- 製作人：陳保英
- 製作協調：朱慕蓉
- 導演：錢翔
- 剪接：滕兆鏘
- 音樂：侯志堅
- 原著劇本：《白鷺鷥》改編
- 原著編劇：魏嘉宏
- 改編劇本：錢翔
- 副導演：許介亭、丁肇輝
- 場記：林淑雲
- 表演指導：蔡櫻茹
- 執行製片：趙天豪
- 製片助理：徐佳、莊詠涵、樊姿怡、江偉華
- 選角：彭成彰
- 攝影師：許方豪
- 攝影助理：林玉堂、黃上益
- 攝影器材：合瑪製作股份有限公司
- 燈光師：林顯銘
- 燈光助理：林志樺、吳智偉
- 燈光器材：阿榮片場
- 收音師：蔡篤易
- 收音助理：陳灉
- 現場錄音:猴子電男孩影藝有限公司
- 美術指導：林仲賢
- 執行美術：蔡政頎
- 道具：羅玉娟
- 美術助理：傅淨婷
- 美術實習：吳尚儒
- 整體造型：孟宗
- 梳化：吳心愛
- 服裝管理：蔡舒帆
- 刺青師：趙曉諒
- 劇照師：王文彥
- 場務：劉文虎
- 場務助理：李孟潁、鄭銘賢
- 場務器材：永祥影視有限公司
- 剪接室：合瑪製作股份有限公司、陳彥廷
- 數位調光：現代電影沖印股份有限公司、楊呈清、鄭兆珊
- 聲音後製：中影技術中心錄音室
- Foley音效製作：胡定一
- 混音：簡豐書

## 拍攝地點
新北市泰山區

## 獲獎及提名
| 獎項                       | 獎項                      | 獎項       | 獎項 |
| 獎項                       | 類別                      | 受獎者     | 結果 |
| -------------------------- | ------------------------- | ---------- | ---- |
| 2011年第十三屆台北電影節   | 最佳男演員獎              | 吳朋奉     | 獲獎 |
| 2011年第十三屆台北電影節   | 最佳劇情片                | 《歸．途》 | 提名 |
| 2011年第四十六屆電視金鐘獎 | 迷你劇集/電視電影男主角獎 | 吳朋奉     | 提名 |
| 2011年第四十六屆電視金鐘獎 | 迷你劇集/電視電影女配角獎 | 李芸妘     | 提名 |

## 外部連結
- 公視人生劇展《歸‧途》官方網頁 （页面存档备份，存于）（繁體中文）
- 《歸‧途》官方Facebook粉絲專頁
- 互联网电影数据库（IMDb）上《歸途》的资料（英文）

| 公視HD台 週日22:00~23:30 | 公視HD台 週日22:00~23:30 | 公視HD台 週日22:00~23:30 |
| ------------------------ | ------------------------ | ------------------------ |
|                          | 歸‧途 （2011.01.23）     |                          |
| —                        | 六局下半 （2011.01.30）  |                          |